# Milionário

Participação global da riqueza por grupo de riqueza, Credit Suisse, 2021

Milionário é um indivíduo cujo patrimônio líquido ou riqueza é igual ou superior a um milhão de unidades de moeda. Dependendo da moeda, um certo nível de prestígio está associado a ser milionário. Muitas moedas nacionais têm, ou tiveram em vários momentos, um valor unitário baixo, em muitos casos devido à inflação passada. É muito mais fácil e menos significativo ser milionário nessas moedas, portanto, um milionário (na moeda local) em Hong Kong ou Taiwan, por exemplo, pode ser meramente rico em média, ou talvez menos rico do que a média. Um milionário no Zimbábue em 2007 poderia ter sido extremamente pobre. Por causa disso, o termo "milionário" geralmente se refere àqueles cujos ativos totalizam pelo menos um milhão de unidades de uma moeda de alto valor, como o dólar dos Estados Unidos, o euro ou a libra esterlina.
Em dezembro de 2022, estima-se que existam pouco mais de 15 milhões de milionários no mundo, de acordo com o Relatório das Cidades Mais Ricas do Mundo 2023, da Henley & Partners. Os Estados Unidos tiveram o maior número de milionários (5,3 milhões) de qualquer país, enquanto Nova York é a cidade mais rica, com 340 mil milionários.
Em países que usam o sistema de nomenclatura de números de escala curta, um bilionário é alguém que tem pelo menos mil vezes um milhão de dólares, euros ou a moeda do país em questão.

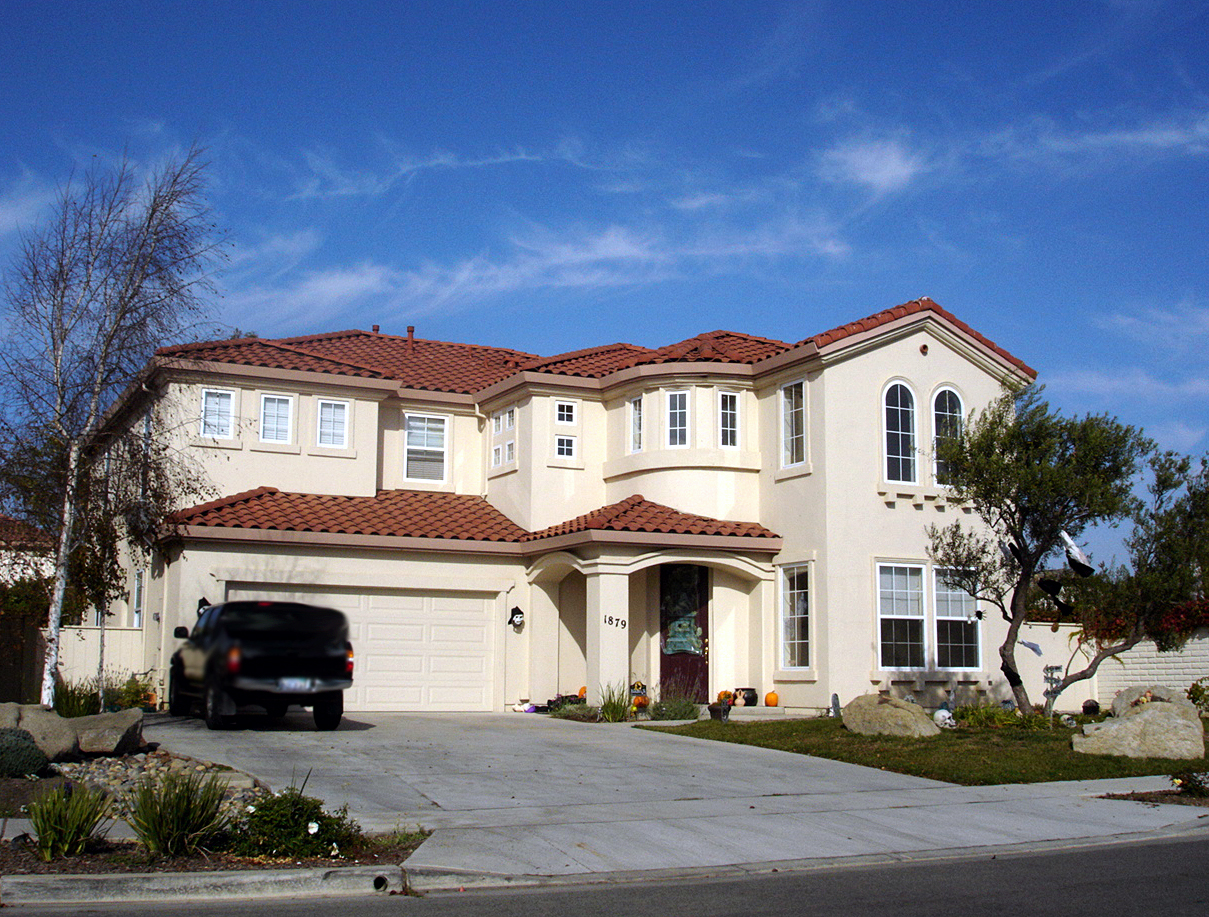
Uma grande casa suburbana avaliada em cerca de US$ 1 000 000 (2006) em Salinas, Califórnia, mostrada para escala de poder de compra

## Valor histórico
Dependendo de como for calculado, um milhão de dólares em 1900 equivale a US$ 36,6 milhões (em 2023).
- US$ 24,8 milhões usando o índice de preços ao consumidor,
- $61,4 milhões usando o preço do ouro[6]

Assim, seria preciso ter quase trinta milhões de dólares em 2023 para ter o poder de compra de um milionário americano em 1900, ou mais de 100 milhões de dólares para ter o mesmo impacto na economia dos EUA.

## Multimilionário
Formas datadas de descrever alguém que vale n milhões são "n-vezes milionário" e "milionário n vezes mais". Ainda comumente usado é multimilionário, que se refere a indivíduos com ativos líquidos de 2 milhões ou mais de uma moeda. Há aproximadamente 584 000 multimilionários de US$ 10 milhões em todo o mundo em 2017. Cerca de 1,5% dos milionários de US$ são "indivíduos de patrimônio líquido ultra-alto" (ultra-HNWIs), definidos como aqueles com um patrimônio líquido ou riqueza de US$ 30 milhões ou mais. Existem aproximadamente 226 000 ultra-HNWIs no mundo em 2017, de acordo com a Wealth-X. A crescente prevalência de pessoas que possuem quantidades cada vez maiores de riqueza deu origem a termos adicionais para diferenciar ainda mais os milionários. Indivíduos com ativos líquidos de 100 milhões ou mais de uma moeda são comumente denominados centimiliários, ou mais raramente hectomilionários.

## Cidades globais com mais milionários super-ricos per capita (acima de US$ 30 milhões)
De acordo com o grupo de pesquisa de riqueza Wealth-X, que divulgou seu último relatório UHNW Cities, mostrando a pegada residencial das principais cidades individuais de patrimônio líquido ultra-alto (UHNW) do mundo.
Excluindo Mônaco – que tem densidade UHNWI muito alta – Genebra tem a maior densidade de pessoas super-ricas per capita do mundo. A cidade é conhecida como a área metropolitana mais compacta, e também goza de uma concentração de riqueza. Singapura tem a segunda maior concentração, seguida por San Jose, o centro do Vale do Silício, e a maior cidade do norte da Califórnia. Enquanto a cidade de Nova York lidera em termos de pegada UHNW geral, Londres tem um número semelhante de "segundas residências" UHNW, apesar de uma população consideravelmente menor. Paris aparece como a segunda cidade europeia mais alta, depois de Londres, segundo a Wealth-X. Entre subúrbios e cidades menores, Beverly Hills tem o maior número geral de residentes UHNW, e Aspen tem a maior concentração em uma base per capita, mostrou o relatório. Indivíduos de patrimônio líquido ultra-alto são definidos pela Wealth-X como aqueles cujo patrimônio líquido total é superior a US$ 30 milhões (R$ 400 milhões).

## Brasil
Atualmente no Brasil existem muitas pessoas que detém em seu poder patrimônios (em dinheiro/espécie) e propriedades que na soma superam a cifra de um milhão de reais, mas esses indivíduos não podem ser considerados tecnicamente milionários. Esses valores são provenientes da elevada inflação histórica do Brasil, das escaladas dos preços dos imóveis. São em suma, por exemplo, pessoas que adquiriram propriedades há vários anos e hoje veem seu patrimônio representar outras cifras. Seriam pessoas, por exemplo, que compraram uma casa dez anos antes por 150 mil reais e hoje, com a valorização do imóvel em algumas regiões do país, vivem em residências avaliadas em 500 ou 700 mil reais. Soma-se a isto a renda das pessoas da casa e planejamentos financeiros, possíveis após o Plano Real e a estabilidade econômica, e temos famílias bem-sucedidas com patrimônio avaliado em um milhão de reais. Mas reforço novamente, que isso não fará dessas pessoas tecnicamente milionárias, por que o conceito da palavra deixou de ser representativo em uma cifra especifica e passou a ser designado a indivíduos com padrão de vida elevado e luxuoso.